# Özge Bayrak
Özge Bayrak (Osmangazi, Bursa, 14 de febrer de 1992) és una esportista turca que competeix en bàdminton en la categoria individual. Ella és dirigida per Çağatay Taşdemir al club esportiu EGO del Municipi Metropolità d'Ankara. Actualment, està estudiant a la Universitat d'Aksaray.
Bayrak va competir en diversos tornejos internacionals com individuals i dobles amb la seva parella Neslihan Yiğit. Als Jocs del Mediterrani de 2013 celebrats a Mersin, Turquia, va guanyar la medalla de plata en la prova individual femenina, i la medalla d'or en l'esdeveniment de dobles femení juntament amb Neslihan Yiğit.
L'agost de 2014, el Comitè Olímpic Nacional de Turquia la va nomenar una de les setze persones esportives "d'or" de Turquia, que té una gran oportunitat de guanyar una medalla al Jocs Olímpics de 2016. El comitè va decidir recolzar aquests esportistes. Ella va guanyar la medalla de bronze en la prova individual femení en el 2014 European Badminton Championships a Kazan, Rússia.
Guanya el dret de competir als Jocs Olímpics 2016, acumulant 27.596 punts, sera la segonda esportista turca en participar en unos Jocs Olímpics, després de Neslihan Yiğit el 2012.